# エド・ハックビー
エド・ハックビー（Ed Huckeby　1948年-？）はアメリカ合衆国の吹奏楽作曲家。

## 経歴
オクラホマ州出身。同州アルヴァに所在する州立ノースウェスタン大学音楽学部の教員。

## 作品
- 彼の吹奏楽作品は100曲以上にも及ぶ.
  - アセンティウム(Ascentium)
  - アンテセディウム（Antecedium）
  - ストーン・マウンテン・ファンタジー（Stone Mountain Fantasy）
  - ゴールデン・サークル（Golden Circle）
  - アコラーダ（Accolada）
  - 喜びの風（Joyant Winds）
  - スモーキー・マウンテン・ラプソディ（Smoky Mountain Rhapsody）
  - スピリット・オブ・ハートランド（Spirit of the Heartland）
  - 遠い星より(Of A Distant Star)
  - オブ・ガレッジ・アンド・ヴァロア(Of Courage and Valor)
  - 鷲の翼に乗って(On Wings of Eagles)
  - 風のためのコンチェルタント(Concertante for Winds)
  - 探検(Exploration)
  - 宣言、バラードと終曲〔フィナーレ〕　(Declaration,Ballade＆Finale)
  - ファンファーレとトッカーター(Fanfare and Toccata)
  - 前奏曲と原始の踊り(Prelude and Primal Dance)
  - パインリバートリロジー
  - バビロン川のほとりで(By the Rivers of Babylon)

| スタブアイコン | サブスタブ | この項目は、まだ閲覧者の調べものの参照としては役立たない、音楽関係者（バンド等）に関連した書きかけの項目です。この項目を加筆・訂正などしてくださる協力者を求めています（P:音楽/PJ:芸能人）。 |

| スタブアイコン | サブスタブ | この項目は、まだ閲覧者の調べものの参照としては役立たない、クラシック音楽に関連した書きかけの項目です。この項目を加筆・訂正などしてくださる協力者を求めています（P:クラシック音楽/PJ:クラシック音楽）。 |